# August von Spiess
August von Spiess (ortografiat și August von Spieß; n. 6 august 1864, Przemyśl, Imperiul Austriac – d. 4 aprilie 1953, Sibiu, România), a fost un militar și scriitor de non-ficțiune de limba germană din Austro-Ungaria și România.

## Biografie
Tatăl său era german din Unterfranken (Franconia Inferioară) iar mama sa italiancă din Fiume (Rijeka). De copil a învățat ca limbi materne germana și italiana, iar ulterior a învățat și vorbit fluent franceza, maghiara și româna.
August von Spiess, al cărui nume înainte de înnobilare era   August Roland von Braccioforte zu Portner und Höflein  , a intrat în 1875 la Școala Militară din Sankt Pölten (la numai 11 ani) după care a urmat Academia Militară Tereziană din Wiener Neustadt (Viena). După 10 ani de studii militare, în luna august 1885 a fost numit locotenent în Regimentul de Infanterie 64 din Transilvania care staționa în zona Orăștie-Sebeș-Alba. După ce în mai 1889 a fost avansat la gradul de locotenent major, s-a stabilit în orașul Sibiu, unde activa ca ofițer de instrucție. Din anul 1893 a devenit profesor la Școala Militară de Cadeți de Infanterie din orașul Sibiu, iar în mai 1911 a fost numit comandantul acestei școli.
În februarie 1915 a fost avansat la gradul de colonel în armata austro-ungară și a preluat comanda Regimentului nr. 2 Infanterie din Sibiu.
După terminarea primului război mondial, August von Spiess a încheiat activitatea militară și, de la 1 iulie 1921, fost numit de către regele Ferdinand I al României în funcția de director al vânătorilor regale. A deținut această funcție până în anul 1939. Concomitent, a fost membru în Comisia pentru Ocrotirea Naturii și a Parcului Național, precum și membru de onoare al unor societăți și asociații din țară și străinătate.
În anul 1926, August von Spiess, împreună cu fiica sa, (care a devenit ulterior cunoscuta ornitologă Sabine Stein-Spieß) a întreprins o campanie de inelare a păsărilor de pe Insula Șerpilor.
A întreprins apoi două expediții de vânătoare în Africa ecuatorială, în anul 1936 în Kenya, iar în 1938 în Tanganika.
Fiind un bun observator al naturii, un excelent cunoscător al vieții speciilor de vânat și un pasionat vânător, a adunat în decursul timpului o foarte valoroasă colecție de trofee cinegetice, însumând peste 1000 de piese, și a scris o serie de cărți de referință în domeniul cinegeticii, în special reprezentând zona Carpaților.
În anul 1963 au fost donate Muzeului Brukenthal din Sibiu cele peste 1000 de trofee cinegetice din colecția sa. Cu piesele donate, în anul 1966 a fost deschis Muzeul de vânătoare "August von Spiess", găzduit în reședința Von Spiess, donată de fiicele colonelului în acest scop. În prezent, Muzeul de Arme și Trofee de Vânătoare, reorganizat în 1981, expune în Casa Spiess aproape 1.500 de piese, trofee autohtone și exotice, arme diverse și accesorii de vânătoare, ce provin, în cea mai mare parte, din trei colecții importante: colecția "August von Spiess", colecția "Emil Witting" și colecția "Societății Ardelene de Știinte Naturale din Sibiu".

## Scrieri
- 1925 -- Karpathenhirsche. Waidwerk aus fünf Jahrzehnten (Cerbii carpatini. Trofee de vânătoare din cinci decenii), Editura Paul Parey, Berlin;
- 1933 --  Die Wildkammern des Retezatmassif (Caprele negre din masivul Retezat), Editura Krafft & Drotleff, Sibiu;
- 1933 -- Im Zauber der Karpathen. Fünfundfünfzig Jahre Waldwerk (Sub vraja Carpaților. Cincizeci și cinci de ani de vânătoare), Editura Paul Parey, Berlin;
- 1940 -- Siebzehn Jahre im rumänischen Hofjagddienst (Șaptesprezece ani în slujba Vânătorilor Regale din România), Editura F.C. Maye, München.
- 1942 -- Din Ardeal la Kilimandjaro - Vânători în Africa, 275 p., 77 fig., Fundația Regală pentru Literatură și Artă, București.
- 2005 -- Caprele negre din masivul Retezat, Traducerea în limba română a cărții Hofjagddirektor Oberst August von Spiess: Die Wildkammern des Retezatmassivs als königliches Gemsgehege sein Tier- und Vogelleben, seine Geschichte und Jagd, 148 p., Traducere din limba germană de Walter Frank, Editura Hora, ISBN 973-8226-35-4
- 2015 -- Vânători de odinioară - Poveștile din spatele trofeelor, 280 p., Ediție îngrijită de Dr. Helga Stein, Traducere din limba germană de Adela Motoc, Editura Honterus, ISBN 976-606-8573-36-6